# Hamilton (Szkocja)
Hamilton (gael. Hamaltan) – miasto położone w hrabstwie South Lanarkshire, w środkowej Szkocji, około 12 mil od Glasgow i 35 mil od Edynburga. W 2011 miasto zamieszkiwane było przez 53 188 osób.
W mieście rozwinął się przemysł elektrotechniczny, metalowy, włókienniczy oraz spożywczy.